# Rebecca Plymholt
Rebecca Louvisa Plymholt, född 22 maj 1996, är en svensk skådespelare.
Plymholt är utbildad vid Teaterhögskolan i Malmö där hon utexaminerades från skådespelarprogrammet år 2021.
Plymholt har bland annat medverkat i filmerna Klara från 2010, i vilken hon spelade titelrollen Klara samt Ted – För kärlekens skull från 2018 och Düsseldorf, Skåne från 2023.
2025 tilldelades hon stipendium från Stiftelsen Marianne och Sigvard Bernadottes Konstnärsfond.

## Filmografi (i urval)
- 2010 – Klara
- 2018 – Ted – För kärlekens skull
- 2022 – Likea (TV-serie)
- 2022 – Thunder in My Heart (TV-serie)
- 2024 – Düsseldorf, Skåne

## Teater

### Roller (ej komplett)
| År   | Roll      | Produktion                                                               | Regi                  | Teater                   |
| ---- | --------- | ------------------------------------------------------------------------ | --------------------- | ------------------------ |
| 2023 | Betty     | Tolvskillingsoperan (Die Dreigroschenoper) Bertolt Brecht och Kurt Weill | Sofia Adrian Jupither | Dramaten                 |
| 2024 | Anna Berg | Härlig är jorden Viktor Tjerneld                                         | Viktor Tjerneld       | Kulturhuset Stadsteatern |